# NBA 파이널 최우수 선수상
NBA 파이널 최우수 선수상(영어: NBA Finals Most Valuable Player Award)은 북아메리카의 프로 농구 리그인 NBA에서 1969년 NBA 결승전부터 NBA 파이널에서 가장 활약한 선수에게 주어지는 상이다. 시상식은 파이널 라운드 종료 후에 11명의 미디어 회원의 투표에서 가장 득표가 높았던 선수에게 주어진다.
2009년 2월 14일, 2009년 피닉스에서 열린 NBA 올스타 게임 중 당시 NBA 커미셔너 데이비드 스턴은 이 상이 11번 NBA 챔피언인 빌 러셀을 기리기 위해 빌 러셀 NBA 파이널 최우수 선수상(영어: Bill Russell NBA Finals Most Valuable Player Award)으로 개명될 것이라고 발표하였다.

## 수상자 명단
| 시즌 | 수상자               | 소속 팀                   |
| ---- | -------------------- | ------------------------- |
| 1969 | 제리 웨스트          | 로스앤젤레스 레이커스     |
| 1970 | 윌리스 리드          | 뉴욕 닉스                 |
| 1971 | 류 앨신더            | 밀워키 벅스               |
| 1972 | 윌트 체임벌린        | 로스앤젤레스 레이커스     |
| 1973 | 윌리스 리드          | 뉴욕 닉스                 |
| 1974 | 존 하블리첵          | 보스턴 셀틱스             |
| 1975 | 릭 배리              | 골든스테이트 워리어스     |
| 1976 | 조 조 화이트         | 보스턴 셀틱스             |
| 1977 | 빌 월튼              | 포틀랜드 트레일블레이저스 |
| 1978 | 웨스 언셀드          | 워싱턴 불리츠             |
| 1979 | 데니스 존슨          | 시애틀 슈퍼소닉스         |
| 1980 | 매직 존슨            | 로스앤젤레스 레이커스     |
| 1981 | 세드릭 맥스웰        | 보스턴 셀틱스             |
| 1982 | 매직 존슨            | 로스앤젤레스 레이커스     |
| 1983 | 모제스 말론          | 필라델피아 세븐티식서스   |
| 1984 | 래리 버드            | 보스턴 셀틱스             |
| 1985 | 카림 압둘-자바       | 로스앤젤레스 레이커스     |
| 1986 | 래리 버드            | 보스턴 셀틱스             |
| 1987 | 매직 존슨            | 로스앤젤레스 레이커스     |
| 1988 | 제임스 워디          | 로스앤젤레스 레이커스     |
| 1989 | 조 듀마스            | 디트로이트 피스턴스       |
| 1990 | 아이재이아 토마스    | 디트로이트 피스턴스       |
| 1991 | 마이클 조던          | 시카고 불스               |
| 1992 | 마이클 조던          | 시카고 불스               |
| 1993 | 마이클 조던          | 시카고 불스               |
| 1994 | 하킴 올라주원        | 휴스턴 로키츠             |
| 1995 | 하킴 올라주원        | 휴스턴 로키츠             |
| 1996 | 마이클 조던          | 시카고 불스               |
| 1997 | 마이클 조던          | 시카고 불스               |
| 1998 | 마이클 조던          | 시카고 불스               |
| 1999 | 팀 던컨              | 샌안토니오 스퍼스         |
| 2000 | 샤킬 오닐            | 로스앤젤레스 레이커스     |
| 2001 | 샤킬 오닐            | 로스앤젤레스 레이커스     |
| 2002 | 샤킬 오닐            | 로스앤젤레스 레이커스     |
| 2003 | 팀 던컨              | 샌안토니오 스퍼스         |
| 2004 | 천시 빌럽스          | 디트로이트 피스턴스       |
| 2005 | 팀 던컨              | 샌안토니오 스퍼스         |
| 2006 | 드웨인 웨이드        | 마이애미 히트             |
| 2007 | 토니 파커            | 샌안토니오 스퍼스         |
| 2008 | 폴 피어스            | 보스턴 셀틱스             |
| 2009 | 코비 브라이언트      | 로스앤젤레스 레이커스     |
| 2010 | 코비 브라이언트      | 로스앤젤레스 레이커스     |
| 2011 | 더크 노비츠키        | 댈러스 매버릭스           |
| 2012 | 르브론 제임스        | 마이애미 히트             |
| 2013 | 르브론 제임스        | 마이애미 히트             |
| 2014 | 키와이 레너드        | 샌안토니오 스퍼스         |
| 2015 | 안드레 이궈달라      | 골든스테이트 워리어스     |
| 2016 | 르브론 제임스        | 클리블랜드 캐벌리어스     |
| 2017 | 케빈 듀랜트          | 골든스테이트 워리어스     |
| 2018 | 케빈 듀랜트          | 골든스테이트 워리어스     |
| 2019 | 키와이 레너드        | 토론토 랩터스             |
| 2020 | 르브론 제임스        | 로스앤젤레스 레이커스     |
| 2021 | 야니스 아데토쿤보    | 밀워키 벅스               |
| 2022 | 스테픈 커리          | 골든스테이트 워리어스     |
| 2023 | 니콜라 요키치        | 덴버 너기츠               |
| 2024 | 제일런 브라운        | 보스턴 셀틱스             |
| 2025 | 샤이 길저스 알렉산더 | 오클라호마시티 선더       |

## 수상횟수
| 횟수 | 수상자          | 소속 팀                                                   | 수상연도                           |
| ---- | --------------- | --------------------------------------------------------- | ---------------------------------- |
| 6회  | 마이클 조던     | 시카고 불스                                               | 1991, 1992, 1993, 1996, 1997, 1998 |
| 4회  | 르브론 제임스   | 마이애미 히트 클리블랜드 캐벌리어스 로스앤젤레스 레이커스 | 2012, 2013, 2016, 2020             |
| 3회  | 매직 존슨       | 로스앤젤레스 레이커스                                     | 1980, 1982, 1987                   |
| 3회  | 샤킬 오닐       | 로스앤젤레스 레이커스                                     | 2000, 2001, 2002                   |
| 3회  | 팀 던컨         | 샌안토니오 스퍼스                                         | 1999, 2003, 2005                   |
| 2회  | 윌리스 리드     | 뉴욕 닉스                                                 | 1970, 1973                         |
| 2회  | 카림 압둘-자바  | 밀워키 벅스 로스앤젤레스 레이커스                         | 1971, 1985                         |
| 2회  | 래리 버드       | 보스턴 셀틱스                                             | 1984, 1986                         |
| 2회  | 하킴 올라주원   | 휴스턴 로키츠                                             | 1994, 1995                         |
| 2회  | 코비 브라이언트 | 로스앤젤레스 레이커스                                     | 2009, 2010                         |
| 2회  | 케빈 듀랜트     | 골든스테이트 워리어스                                     | 2017, 2018                         |
| 2회  | 키와이 레너드   | 샌안토니오 스퍼스 토론토 랩터스                           | 2014, 2019                         |

## 같이 보기
- NBA 최우수 선수상